# Wygoda (powiat otwocki)
Wygoda – wieś sołecka w Polsce położona w województwie mazowieckim, w powiecie otwockim, w gminie Karczew. Leży na terenie mikroregionu etnograficznego Urzecze.
W latach 1975–1998 miejscowość należała administracyjnie do województwa warszawskiego.
Przez miejscowość przebiega droga wojewódzka nr 734.
Wieś leżąca na dawnej skarpie starożytnych rozlewisk wiślanych, na ziemiach należących kiedyś do Otwocka Wielkiego, zwanych Koloniami Otwockimi. Miejsce na wysokiej skarpie, wystawione na działanie wiatru świetnie nadawało się do usytuowania wiatraka. Zauważył to pochodzący z rodziny trudniącej się od dawna profesją młynarską Daniel Suchecki (1860–1938) i w roku 1892 pobudował wiatrak. Około 1920 r. uruchomiono młyn elektryczny, a na jego budowę wykorzystano elementy z rozbiórki wiatraka. W roku 1944 nastąpił rozruch nowocześniejszego młyna, który istnieje do dziś. Młyn zaopatrywał w mąkę oddziały Armii Czerwonej. Po wojnie, obiekt upaństwowiono, wszedł on w skład Państwowych Zakładów Młynarskich. W okolicy młyna osiedlali się kolejni osadnicy i w tej chwili wieś liczy około 20 zabudowań, które niemal łączą się z następną wsią – Ostrówcem. Obecnie w zabudowaniach młyna nie odbywa się produkcja mąki. Dziś już obiekt nie pracuje, ale jego teren wykorzystywany jest na skład opału.
Wierni Kościoła rzymskokatolickiego należą do parafii Matki Bożej Ostrobramskiej w Otwocku Wielkim.